# 生駒孝彰
生駒 孝彰（いこま こうしょう、1938年 - 2022年）は、日本の宗教学者、浄土真宗本願寺派の僧侶。日米現代宗教論を専門とし、龍谷大学教授などを歴任した。

## 経歴
北海道旭川市に生まれる。
龍谷大学文学部仏教学科を卒業した。その後、浄土真宗本願寺派の開教使となってアメリカ合衆国に渡り、ブリガム・ヤング大学で歴史学を専攻して修士号を取得した。
帰国後、京都文教短期大学の教員となり、1996年には京都文教大学人間学部教授となった。後に2000年代半ばには、龍谷大学国際文化学部教授を務めた。
宗教の観点からアメリカ合衆国の社会を検討し、「米国のカルト宗教に詳しい」人物とされている。
呉智英は、生駒の1981年の著書『アメリカ生れのキリスト教』を「モルモン教、エホバの証人、クリスチャンサイエンスについて、歴史・教義を要領よく紹介している」と評した。
また、臓器移植など生命倫理の問題についても論考を発表した。

## おもな著書
- アメリカ生れのキリスト教、旺史社、1981年
- 迷えるアメリカの心 : 今、アメリカ人にとって「宗教」とは何だろうか、PHP研究所（21世紀図書館）、1985年
- ブラウン管の神々、ヨルダン社、1987年
- アメリカ合「宗」国の悲劇 : 「性」と「聖」によるアメリカ人の行動律、情報センター出版局、1991年
- 現代社会と新宗教、本願寺出版社、1993年
- 神々のフェミニズム : 現代アメリカ宗教事情、荒地出版社、1994年
- インターネットの中の神々 : 21世紀の宗教空間、平凡社（平凡社新書）、1999年
- 私の臓器はだれのものですか、日本放送出版協会（生活人新書）、2002年